# Musik i Väst
Musik i Väst var en kulturpolitiskt styrd musikproducerande stiftelse i Västra Götaland, formellt verksam mellan 1988 och 2006, men med rötter ännu längre bak i tiden. Den 1 januari 2007 togs länsmusikuppdraget, resurserna och personalen över av den nya förvaltningen Kultur i Väst inom Västra Götalandsregionen. Lars Nordström, dåvarande ordförande i regionens kulturnämnd, var en av de pådrivande bakom förvaltningsbildningen. Den nya huvudmannen fortsatte att använda varumärket för musikverksamheten fram till och med 31 december 2010.
Verksamheter som sprungit ur Musik i Väst är bland annat Bohuslän Big Band och KulturUngdom (tidigare Musik & Ungdom Väst). En särskild Musik i Väst-samling vid Institutet för språk och folkminnen innehåller organisationens insamlade visor från Bohuslän och Skaraborg.

## Historia
Musik i Väst stiftades av Göteborgs kommun och landstingen i dåvarande O-, P- och R-län. Grunden fanns redan i ett mångårigt samarbete mellan dåvarande Regionmusiken, Rikskonserter, Stiftelsen Västsvensk Musikverksamhet (SVM) och Älvsborgs läns landsting. Samarbetet fick en semi-formell karaktär genom den avsiktsförklaring, kallad just "Musik i Väst", som parterna tecknade med verkan från 1 januari 1982. Tanken var från de statliga organisationernas sida (Regionmusiken och Rikskonserter) att detta Musik i Väst-samarbete skulle vara ett slags pilotprojekt i arbetet med länsmusikreformen 1988. De regionala huvudmännen såg det som en metod att förbereda regionen för samma reform. Västsvensk Musikverksamhet hade startats av landstingen i dåvarande Skaraborgs och Bohuslän tillsammans med Göteborgs kommun (Älvsborgs läns landsting stod utanför Västsvensk Musikverksamhet men ingick som part i Musik i Väst-samarbetet 1982–1987) för att i en egen organisation komplettera statens regionala musiksatsningar som i huvudsak gick ut på att förse det som idag är Västra Götalands län med konserter. Den största mängden konserter riktades till regionens skolor. En del konserter framfördes i vårdinstitutioner, arbetsplatser och andra miljöer där publiken söktes upp. En mängd offentliga konserter producerades också för kulturnämnder, studieförbund, ideella konsertarrangörsföreningar och kyrkor. I Västsvensk Musikverksamhet placerades bland annat en körkonsulent och ett visinventeringsprojekt lett av Annika Nordström. Samarbetet Musik i Västs leddes under de första åren av Kent Johansson.  
Musik i Väst fick stiftarnas och statens uppdrag att utföra områdets (sedermera Västra Götalandsregionens) länsmusikuppdrag, finansierat av staten, landstinget och intäkter från verksamheten. Till ledamöter i stiftelsens styrelse utsågs politiker från landstingen i de tre länen och Göteborgs kommun. Från och med regionbildningen bestod styrelsen av politiker från regionfullmäktige.
Organisationen hade enheter i Göteborg, Uddevalla, Borås och Skövde med till en början sammanlagt cirka 90 medarbetare. Efter omorganisationer 1992 och 1997 hade en rad musikertjänster tagits bort. På så sätt försvann 50 musikerårsverken och en rad tidigare fasta ensembler som exempelvis Brassa Nova, Blåsarkvintetten Arion och Scheinkvartetten (stråkar) till förmån för frilansanställda musiker, projektverksamhet och främjandearbete.    
I början av 00-talet tog huvudmannen Västra Götalandsregionen fram ett utkast till regional musikplan. Dess idé om att överföra Musik i Västs kvarvarande fasta ensembler (Bohuslän Big Band, vokalkvartetten VOX och barockensemblen Corona Artis) till ny huvudman genomfördes då de 1 januari 2004 överfördes till det då nya Vara konserthus. Med konserthuset som bas fortsatte de att verka i hela regionen och utanför.     
Efter denna reform fanns vid den resterande Stiftelsen Musik i Väst enbart dess enhet i Göteborg. Stiftelsen fungerade under sina sista självständiga år som idégivare, bollplank, musikproducent och kommunikatör för i genomsnitt fyra levande musikevenemang per dag, året runt inom regionens 49 kommuner. Arbetsformerna varierade, men utgjordes bland annat av konsert- och turnéproduktion, festivaler, fortbildningar och kurser.        
Bland projekten fanns ungdomssatsningarna World Wide Orchestra, Vägus, Läckö slottsopera, Studio Silvia, Musik på Billingen, Tonerna de gå samt världsmusikfestivalerna Världen i Norden och Planeta.

## Efter Musik i Väst
Efter avknoppningen av ensemblerna till nya huvudmän 2004 och överföringen av resterande personal och resurser till Kultur i Väst 2007 har flera förändringar skett. Redan 2005 sades musikerna i Corona Artis upp från Vara konserthus. Vokalkvartetten VOX anställningar upphörde 2012 och ensemblen fortsätter sedan dess som fri grupp.
Kultur i Väst är sedan 1 januari 2020 i sin tur ombildat till Förvaltningen för kulturutveckling, genom en sammanslagning med Västarvet.  De tidigare Musik i Väst-verksamheterna Vägus och Höstlovskören lever samtidigt vidare, nu med Göteborgs Symfoniker som ny huvudman. World Wide Orchestra drivs vidare i projektform med regionalt stöd.
Den 1 januari 2024 bytte organisationen namn till Kulturförvaltningen. 